# Râul Velnița
Râul Velnița este un curs de apă, afluent al râului Valea Neagră. 

## Hărți
- Ovidiu Gabor - Economic Mechanism in Water Management ][nefuncțională]